# Простуда
Просту́да (англ. common cold) — клинический синдром острого воспаления верхних дыхательных путей, затрагивающего преимущественно нос и возникающего из-за неспецифической острой респираторной инфекции. В воспаление могут быть вовлечены горло, гортань и пазухи. Обычно термин применяется в отношении симптомов, связанных с воспалением, и используется наряду с фарингитом, ларингитом, трахеитом и другими, употребляется в отношении острой респираторной вирусной инфекции верхних дыхательных путей и является традиционным для обозначения лёгких случаев заболевания верхних дыхательных путей. Термин широко используется в англоязычной литературе, в русскоязычной вместо него обычно используется более общий термин острой респираторной вирусной инфекции (ОРВИ).
Обычно простуда выражается в виде насморка, заложенности носа, чихания и общего недомогания. Около половины больных испытывают боль в горле, а примерно у 30 % возникает кашель. Жар во время простуды обычно присущ детям, у взрослых же встречается редко. В среднем дети болеют простудой примерно от 6 до 8 раз в год, взрослые — от 2 до 4, пожилые люди — менее 1 раза. Длительность заболевания может составлять от одной до двух недель, но иногда симптомы могут сохраняться до трёх недель. Заболевание проходит само по себе, а лечение может потребоваться лишь поддерживающее. При этом не существует каких-либо эффективных способов лечения или профилактики простуды, но есть более или менее эффективные средства для облегчения симптомов.
Раньше считалось, что простуда вызывается охлаждением организма. Но несмотря на своё название и распространённое мнение о воздействии холода, простуда вызывается инфекциями. Не существует доказательств возможности простудиться из-за переохлаждения, перегрева или из-за воздействия холодной или дождливой погоды, а некоторые исследования показывают, что воздействие холода не сказывается на заболеваемости. Тем не менее предполагается, что вдыхаемый холодный воздух снижает местный иммунитет носовых проходов, повышая шансы на заражение. Вдыхание холодного воздуха (как и некоторые другие стимулы, например, аллергия или загрязнение воздуха) может повысить реактивность дыхательных путей, усиливая ощущение негативных эффектов симптомов, а также привести к переходу субклинической инфекции в клиническую.
Понятие простуды обобщает симптомы расстройств верхних дыхательных путей вследствие инфекции вирусной или смешанной этиологии. Простуду могут вызывать более 200 различных вирусов, при этом в большей части случаев заболеваемости причиной являются риновирусы, а бактериальная инфекция обнаруживается лишь в 5 % случаев. Простуда является довольно заразным заболеванием. Основные пути заражения вирусами простуды — их попадание в нос или глаза. Хорошими мерами профилактики являются частое мытьё рук, в том числе с мылом, и ношение масок, которые рекомендуется менять как можно чаще. В случае чиханья или кашля необходимо соблюдать респираторную гигиену. В условиях пандемии COVID-19 могут потребоваться и более строгие рекомендации, такие как социальное дистанцирование и самоизоляция.
Простудой нередко называют такие инфекционные заболевания как острый назофарингит, острый фарингит, острый ларингит, появляющиеся на фоне острой респираторной вирусной инфекции при наличии насморка. Простуда является самостоятельным понятием и отличается от гриппа, бактериального фарингита, острого бактериального синусита, аллергического ринита и коклюша, однако изредка простуда может осложняться заболеванием нижних дыхательных путей, синуситом, обострениями астмы или острым отитом. Если простуда вызвана вирусной инфекцией, то она диагностируется как ОРВИ, если же обнаружена бактериальная инфекция или возбудитель не установлен, то в качестве диагноза ставится ОРЗ. Часто «простудой на губах» называют простой герпес, который не вызывает симптомы обычной простуды и не имеет к ней отношения. Кроме того, похожие на ОРВИ симптомы иногда возникают при более опасных заболеваниях, в частности, у детей.

## Общие сведения
Простуда является одной из наиболее социально значимых проблем здоровья по всему миру из-за высокой частоты заболеваемости и возникающих из-за неё больших экономических затрат, как прямых — на лечение, так и косвенных — из-за отсутствия на рабочем месте. При этом частота заболеваемости среди детей примерно одинаковая как в развитых странах, так и в развивающихся. Сама же простуда не только вызывает плохое самочувствие, но и, например, может влиять на способность вождения автомобиля.
Простудой на английском языке принято обозначать различные симптомы, вызываемые вирусными инфекциями, а также саму инфекцию, вызывающую эти симптомы. В большинстве индоевропейских языков название простуды связано с низкими температурами и холодом. Так, в английском языке простуду обозначают как «common cold» (обычная простуда) или просто «cold» (простуда, соответственно). Во многих языках острые респираторные заболевания обозначают простудой из-за ощущаемой связи с холодным временем года. Однако исследования показали, что причиной болезней являются вирусы, а холод сам по себе не сказывается на заболеваемости и тяжести болезней. Современные книги по вирусологии не признают никакой связи между охлаждением организма и инфекционными заболеваниями, рассматривая это как ошибочный народный миф. В медицинских терминах под простудой обычно понимается острая инфекция верхних дыхательных путей с насморком и варьируемой степенью фарингита. Фактически под простудой обычно понимают острые респираторные вирусные инфекции (ОРВИ), но в контексте верхних дыхательных путей, в частности риновирусную — чаще у детей и коронавирусную — у взрослых, поскольку по большей части именно они её и вызывают.
В английском языке выражение Common cold, которое можно перевести как простуда, представляет собой общепринятый медицинский термин, а в англоязычной версии МКБ-10 в узком смысле понятия её обозначили как острый назофарингит. Простуда хорошо описана в литературных источниках, а её лечению посвящены многие кокрановские систематические обзоры. Однако среди множества её исследований клиническое определение термина часто неточное, а стандартизированное определение понятия отсутствует. Поскольку инфекции верхних дыхательных путей могут затрагивать любую часть слизистых оболочек, а с течением болезни воспаление может переходить на другие области, часто возникает проблема выбора терминологии, при которой заболевание можно определить как простуду, фарингит, тонзиллит, синусит, средний отит или бронхит. В русскоязычной же версии МКБ-10 острый назофарингит сопоставлен с насморком, а простуда обозначена как острый назофарингит лишь в алфавитном указателе, что означает возможность обнаружения термина в медицинской литературе, но не означает, что в медицине термин допускается к использованию. В русском языке понятие простуды часто является бытовым, подразумевающим ОРВИ.
Общественное понимание простуды часто является результатом путаницы, возникающей из-за народных мудростей и ложных предубеждений. Например, многие люди привыкли считать, что заболевают из-за холода, а некоторые ошибочно связывают простуду с холодным воздухом от кондиционера. Также существует миф, что более тёплая одежда помогает избегать простуд и гриппа зимой. Хотя люди и привыкли связывать простуду с холодом, но без инфицирования вирусами никакой простуды быть не может, а заразиться вирусами простуды можно в любой момент времени, поэтому причиной простуды являются именно вирусы, а не холод. Простуда известна с древних времён, ещё ранние наблюдения показывали, что во время морских плаваний частота простуд снижалась, но снова повышалась как только восстанавливались социальные контакты, однако вирусная природа была установлена лишь в XX веке. Из-за убеждения о том, что в летнее время невозможно простудиться, или предположений, что симптомы являются продолжением непрекращающейся аллергии, некоторые люди путают летнюю простуду с аллергией. Ложными оказываются и наиболее распространённые убеждения касательно лечения простуды. А единственный известный на сегодняшний день способ избегания простудных заболеваний — жизнь в полной изоляции от остального человечества. Так, исследователи, посещающие Арктику или Антарктику, на время своего пребывания не болеют простудой, несмотря на мороз и суровые условия. Впрочем, они сильно заболевают как только начинают контактировать со своими товарищами.
Тем не менее в холодное время года увеличивается заболеваемость. На сегодняшний день основной причиной сезонности простудных заболеваний в холодное время считают скученность людей, но учёные также предполагают, что холодный воздух на улице и низкая влажность в зимнее время тоже вносят значительный вклад в сезонность вирусных инфекций, в результате которой в холодное время года увеличивается заболеваемость. А одно исследование даже обнаружило некоторую связь между увеличением заболеваемости и периодическим длительным охлаждением стопы у 10 % испытуемых, что может оказаться свидетельством перехода субклинических инфекций в симптоматические.
Длительное же воздействие экстремально низких температур может повлечь за собой совсем другое состояние, называемое гипотермией, которое действительно может ухудшать работу иммунной системы и уменьшать воспалительные процессы, повышая предрасположенность к инфекциям. Однако даже в этом случае результаты исследований неоднозначны, а несколько исследований не подтверждают популярное мнение о том, что воздействие холода увеличивает риск простуды.

## Клиническая картина

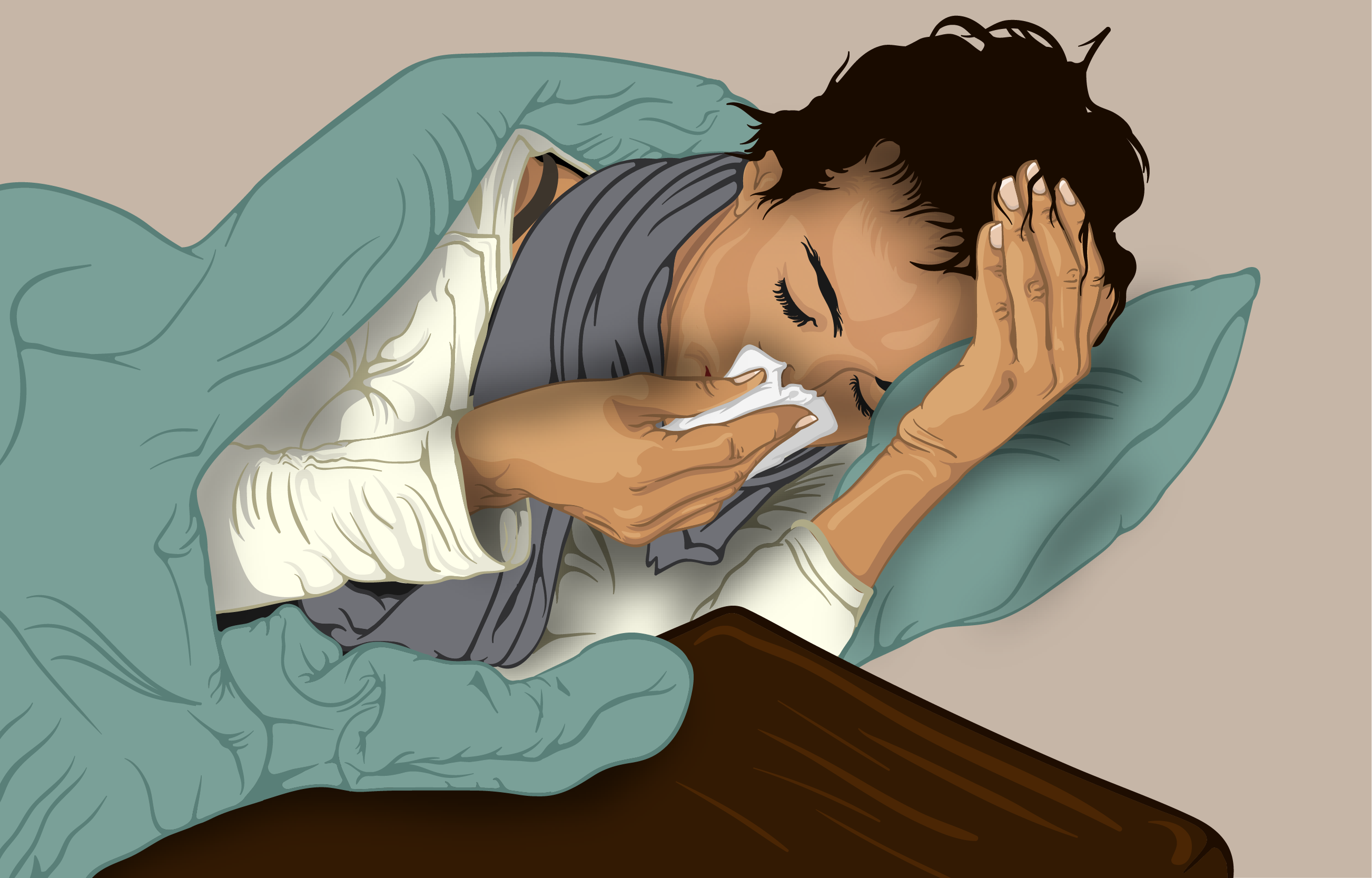
Женщина с симптомами простуды

Симптомы простуды обычно развиваются в течение 1—2 дней с момента заражения. Своего пика симптомы достигают на 2-й—4-й дни и сохраняются в течение 7—10 дней. Развиваются симптомы постепенно и в общем случае включают в себя насморк, заложенность носа и чихание.
Уже через 10 часов после инфицирования первым симптомом может оказаться больное горло, однако оно наблюдается лишь в половине случаев заболеваний. Далее следуют насморк, заложенность носа вместе с пазухами и чихание. На фоне основных симптомов могут возникнуть хрипота и кашель, которые могут держаться длительное время — вплоть до нескольких недель. При этом кашель развивается в 30 % случаев, а хрипота — лишь в 20 %. Высокая температура при обычной простуде бывает редко, однако она всегда сопровождает грипп. Также могут возникать и другие симптомы: головные боли, боли в мышцах, ощущение давления в ушах или на лице, потеря аппетита и снижение обоняния.
Примерно на 3-й—4-й дни болезни из носа может выходить густая слизь, с гнойными выделениями, что на данном этапе болезни не связано с бактериальной инфекцией и может ввести в заблуждение.
У маленьких детей признаками простуды могут служить плохой сон, раздражительность, заложенность носа, повышение температуры, а иногда рвота и диарея. У детей младше одного года могут появиться трудности с кормлением, а температура тела часто поднимается до 38 °C. При этом в случае температуры выше 38 °C у детей возрастом до 3 месяцев рекомендуется безотлагательно обращаться в медицинское учреждение.
Вирусы простуды могут также вызывать субклиническую инфекцию, которая протекает бессимптомно.

### Осложнения
Простуда считается неопасным заболеванием, не вызывающим серьёзных осложнений у людей с хорошим состоянием здоровья. Повторное повышение температуры с появлением боли в ухе в период заболевания может свидетельствовать о развитии бактериального среднего отита, который встречается примерно в 5 % случаев простуды у детей дошкольного возраста. Частым осложнением простуды является острый вирусный риносинусит, реже бывает острый поствирусный риносинусит, который в редких случаях (менее 2 % случаев вирусного риносинусита) может заканчиваться бактериальной инфекцией. Впрочем, одно исследование госпитализированных детей указывает на то, что бактериальный риносинусит может появиться уже в первые дни простуды. Осложнение в виде бактериальной пневмонии является нетипичным для простуды. Другие осложнения включают в себя носовые кровотечения, конъюнктивит и фарингит.
Серьёзные же осложнения, вплоть до угрозы жизни, могут быть у иммунокомпрометированных лиц.

## Причины заболевания и его развитие

### Этиология
Симптомы простуды являются общими для большого количества патогенов. Более 200 различных вирусов из 8 разных родов являются причиной простуды в 66—75 % случаев. Основная доля заболеваемости, от 20 % до 80 % случаев простуды, приходится на риновирусы, из которых уже определены более 110 разных типов, однако обнаруживаются и пока не изученные типы. Риновирусы лучше всего размножаются при температуре примерно в 33 °C, что соответствует температуре внутри носа человека. Простуда, вызванная риновирусами, обычно проходит в лёгкой форме.
Вероятно, значительную часть заболеваний у взрослых также вызывают коронавирусы, которые активизируются зимой и ранней весной. При этом из примерно 30 разновидностей коронавирусов на человека воздействуют всего около 3 или 4.
От 10 % до 15 % заболеваний простудой у взрослых вызываются другими вирусами, которые могут давать достаточно тяжёлые симптомы. К таким вирусам относятся: аденовирус, вирусы Коксаки, ортомиксовирусы (включая вирусы гриппа), парамиксовирусы (включая вирусы парагриппа), респираторно-синцитиальный вирус, энтеровирусы. Парагрипп и респираторно-синциальный вирус имеют среднюю тяжесть симптомов у взрослых, но у детей могут вызывать инфекции нижних дыхательных путей в тяжёлой форме.
В 5 % случаев простуды диагностируется бактериальная инфекция, при этом она может сопровождаться вирусной. Примерно в 31—57 % случаев респираторных инфекций не удаётся найти патоген, причинами чего, вероятнее всего, являются: низкое качество сбора образцов, низкое количество патогенов на поздних стадиях болезни, а также пока ещё не опознанные возбудители.
Распространённым заблуждением является тезис, что простуду вызывает холод. Холодная погода создаёт благоприятные условия для заражения человека: длительное нахождение в непроветриваемых помещениях с другими людьми, ослабленный иммунитет из-за недостатка витаминов, отсутствие должной гигиены. Но сам по себе холод причиной простуды не является. 

### Передача инфекции

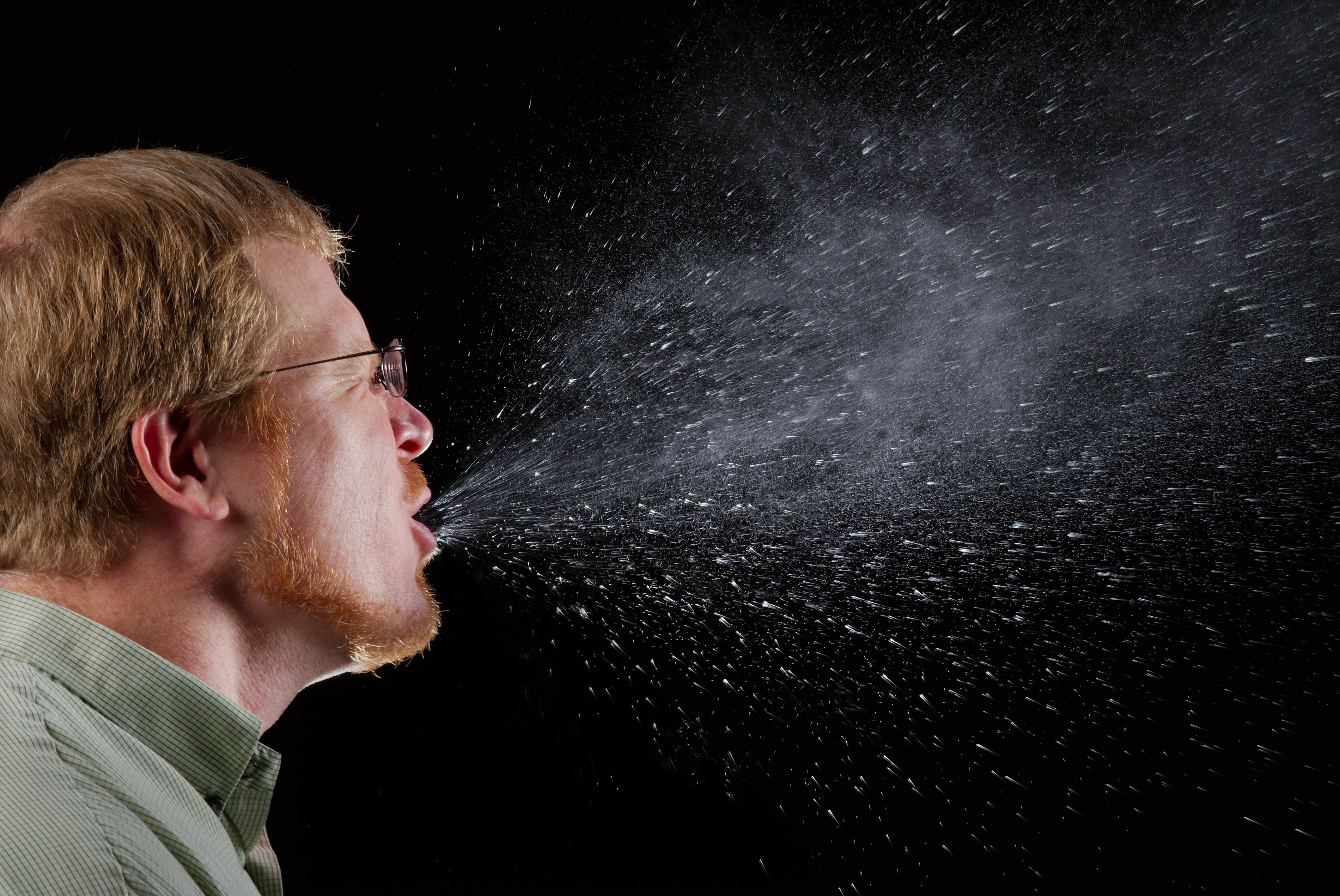
Распыление частиц слюны в результате чихания

Простудой можно заразиться через физический контакт или через прикосновения к предметам, на поверхности которых содержатся болезнетворные патогены, если следом прикоснуться к глазам или носу. Также заразиться можно, вдыхая распылённые в воздухе частицы слизи больного человека. Однако преимущественно заражения происходят при контакте через руки. В случае риновирусов наибольшая концентрация вирусов содержится в слизи на 2-й—4-й дни, поэтому наибольшие шансы на заражение окружающих, вероятнее всего, приходятся именно на этот период. Болезнетворные патогены, распространяемые со слизью при чихании и кашле, могут попадать на предметы и сохраняться активными на них примерно на протяжении суток.
На заболеваемость может влиять влажность воздуха, которая снижается в холодную погоду. Большинство вирусов простуды лучше выживают в условиях низкой влажности. Помимо этого, холодная погода и низкая влажность могут подсушивать слизистую оболочку носа, делая её уязвимой при попадании вирусов и увеличивая шансы на заражение.
В США основная часть заболеваний простудой приходится на осень и зиму, при этом медленное увеличение частоты заболеваний начинается в конце августа или начале сентября, а спад заболеваемости происходит лишь в марте или апреле. Увеличение заболеваемости может быть связано с открытием школьного сезона, а также с увеличением количества времени, совместно проводимого людьми в помещениях из-за холодной погоды, в результате чего инфекция легче передаётся от одного человека другому.
Чаще всего заражение вирусами простуды происходит в детских садах и школах из-за того, что у детей против многих вирусов ещё нет иммунитета, а сами дети зачастую не соблюдают правила гигиены. При этом дети, посещающие детский сад, болеют намного чаще, чем те, кто его не посещают. Однако в ранние школьные годы дети болеют реже, предположительно благодаря тому, что уже обладают иммунитетом к большому числу вирусов.

### Патогенез
Патогенез вирусов простуды изучен недостаточно, однако существует гипотеза, что в распространении вирусов главную роль играет иммунная система заболевшего.
Инкубационный период при простуде зависит от вируса, который вызвал заболевание. Риновирусы, попадая в клетку, начинают активно самовоспроизводиться, их инкубационный период составляет не более двух дней. У большинства риновирусов видов A и B проникновение в клетку обеспечивается присоединением к рецепторам ICAM-1, находящимся на поверхности клеток респираторного эпителия. Характерными признаками заражения являются отёк, гиперемия и насморк. Риновирусы высвобождают мощный провоспалительный медиатор интерлейкин-8. Концентрация интерлейкина-8 в слизи примерно соотносится с симптомами простуды, а такие медиаторы воспаления, как кинины и простагландины, могут вызывать расширение сосудов, повышение их проницаемости и увеличение выработки слизи экзокринными железами. У экспериментально-индуцированных риновирусами больных анализ слизи показал наличие в ней брадикинина и лизил-брадикинина. Помимо носовой полости часто затрагиваются придаточные пазухи носа, в случае чего на ранних стадиях заболевания на рентгенологических снимках могут обнаруживаться отклонения от нормы, которые обычно проходят сами по себе без лечения антибиотиками. Дисфункция же евстахиевой трубы, вызываемая вирусной инфекцией верхних дыхательных путей, считается наиболее важным фактором в патогенезе острого отита, у многих детей дошкольного и школьного возраста фиксируется сильное отрицательное давление в среднем ухе при простудах. Некоторые вирусы способны инфицировать нижние дыхательные пути, долгое время шли споры насчёт подобной способности у риновирусов, но, в конечном итоге, исследования показали, что риновирусы способны реплицироваться и в нижних дыхательных путях. Предполагается также, что вирусы изменяют функционирование парасимпатических нервов, стимулируя их, что вызывает сужение бронхов с повышением выделения мокроты.
У разных вирусов механизмы воздействия могут быть разными. Пока не известно, вызываются ли симптомы простуды у других вирусов теми же способами, что и у риновирусов, но известно, что вирусы не задействуют механизмы высвобождения гистамина, из чего также можно сделать вывод о том, что механизмы появления симптомов у простуды и у аллергического ринита отличаются. При этом существующие доказательства не поддерживают популярное мнение о том, что простуда связана с переохлаждением или воздействием холода, однако существуют исследования на мышах, которые показывают, что холодные температуры ослабляют врождённый иммунный ответ и могут способствовать появлению симптомов при инфекции.

## Профилактика

### Общие рекомендации
Хорошей профилактикой простуды в плане предотвращения заражения может оказаться частое мытьё рук, в том числе с мылом, и ношение масок. При этом маски рекомендуется менять как можно чаще. Анализ различных исследований показал, что как минимум мытьё рук уменьшает как риск заражения у здоровых людей, так и риск распространения заболеваний уже заболевшими. Также по возможности здоровым людям рекомендуется избегать общества больных, а больным — не находиться вблизи здоровых.
Основные способы заражения — через нос и глаза, поэтому как здоровым, так и больным рекомендуют стараться избегать прикосновений к глазам и носу. Существуют рекомендации не пользоваться общими с больными средствами индивидуальной гигиены и бытовой утварью, например, полотенцами или кружками, почаще проводить влажную уборку. Также существуют рекомендации почаще проветривать помещения с сохранением оптимальной температуры воздуха (20—22 °C) и влажности (45—50%) в жилых помещениях.
Кроме того, риск заболеть увеличивается из-за плохого сна и стресса. Исследования показывают, что для минимизации риска желательно спать по крайней мере 8 часов в день, при этом любое нарушение сна увеличивает риск.
Также существуют рекомендации не курить и избегать пассивного курения.

### Цинк для профилактики
Цинк может оказаться эффективным средством профилактики простуды. Два рандомизированных исследования среди детей при суточном употреблении 10 или 15 мг показали значительное снижение количества заболеваний, а у школьников также сократилось количество пропускаемых во время каждой болезни учебных дней. Несмотря на отсутствие исследований профилактики цинком у взрослых, нет оснований полагать, что профилактика может оказаться неэффективной. Однако длительное употребление цинка выше рекомендуемых суточных доз мешает нормальному метаболизму меди в организме. Под вопросом также безопасность профилактики цинком у детей, поскольку длительное воздействие цинка на организм пока не изучено. Для клинических рекомендаций пока недостаточно исследований.
Помимо профилактики и лечения простуды, считается, что употребление цинка также помогает снизить восприимчивость к инфекциям нижних дыхательных путей, таким как пневмония, что подтверждается некоторыми исследованиями. Всемирная организация здравоохранения отмечает также, что дефицит цинка у детей увеличивает заболеваемость как респираторными заболеваниями, так и инфекциями нижних дыхательных путей, что особенно актуально для развивающихся и бедных стран. Дефицит может возникать, например, при недоедании или употреблении продуктов, препятствующих всасыванию цинка.

### Препараты и витамины
Несмотря на свою неэффективность при лечении, интерферон альфа-2b показал некоторую эффективность в профилактике простуды, как в случае естественных заболеваний, так и в случае индуцированных. Однако он обладает значительными побочными эффектами, которые сами по себе схожи с симптомами простуды. Среди них раздражение носа, его сухость, а также носовые кровотечения.
Исследования пробиотиков показывают в основном противоречивые результаты по части предотвращения заболеваний, однако в общем случае при их употреблении реже назначались антибиотики, что может свидетельствовать о снижении частоты возникновения вторичной бактериальной инфекции. Также одно качественное рандомизированно-контролируемое исследование показало снижение частоты заболеваний у детей возрастом от 3 до 6 лет, употреблявших питьё с лактобациллами штамма Lactobacillus casei. Другое исследование показало снижение заболеваемости у детей старше 1 года при употреблении во время болезни ферментированного молока, содержащего лактобациллы штамма Lactobacillus rhamnosus.
Витамин C не оказывает значимого профилактического действия на среднестатистическое население, однако профилактическое действие наблюдается у людей, находящихся в условиях стресса, например, у военных, марафонцев и жителей субарктических регионов. Важным условием является появление болезни на фоне постоянного употребления витамина.
Не показали никаких результатов в профилактике простуды также витамин D и настойка эхинацеи. Метаанализ применения препарата с женьшенем, популярного для профилактики простуды в Канаде, показал противоречивые результаты с большим количеством проблем, в числе которых подтасовка анализов для достижения статистически значимых результатов.

### Народные способы
Закалка используется издревле, однако до сих пор её исследований достаточно мало. Некоторые исследования показали положительные результаты ежедневного закаливания холодной водой после тёплой в течение 30 секунд продолжительностью в месяц, при условии, что такие закаливания периодически повторялись. При этом увеличение времени закаливания не оказывало никакого влияния на результаты. По сообщениям испытуемых, они лучше себя чувствовали во время болезни, что сказывалось на уменьшении количества пропущенных рабочих дней, а наибольший эффект наблюдался при совмещении закаливания с физическими нагрузками. Однако на длительность болезней закаливание не оказало никакого эффекта.
Физические упражнения, возможно, сами по себе тоже помогают снизить заболеваемость и тяжесть болезней. В одном исследовании испытуемые отчитывались об уровнях физических нагрузок и заболеваемости простудами. Хотя исследования и имели много ограничений при анализе, но результаты показали, что между уровнем физических нагрузок, заболеваемостью и тяжестью болезней есть взаимосвязь.
Одно исследование профилактики частым полосканием горла показало, что полоскание обычной водой снижает риск простуды. Полоскание же антисептиком повидон-йодом не показало никакого эффекта. Однако для того, чтобы делать какие-либо выводы по эффективности полоскания одного рандомизированного исследования недостаточно.

## Диагностика
Для диагностирования простуды нет каких-либо лабораторных тестов, диагноз устанавливается исходя из клинической картины. Простуда легко распознаётся, взрослые могут с большой достоверностью самостоятельно определить наличие заболевания. Сложнее распознать простуду у маленьких детей, которые ещё не способны выражать свои симптомы, а в большинстве случаев инфекций лидирующим симптомом на ранней стадии заболевания является лихорадка, свойственная и более тяжёлым заболеваниям. В таких случаях задачей врачей является исключение других возможных заболеваний, в том числе возможной более тяжёлой бактериальной инфекции.

### Дифференциальная диагностика
Симптомы простуды схожи с некоторыми другими заболеваниями, от которых её необходимо отличать. Основной задачей врачей при диагностировании простуды обычно является дифференциальный диагноз, который позволяет определить схожие с простудой заболевания.
Грипп обычно протекает тяжелее, чем обычная простуда, — могут быть лихорадка, озноб, головные боли, боли в мышцах и общее недомогание. Кашель, возникающий с самого начала заболевания, тоже может быть признаком гриппа, однако в самом начале он может возникать также из-за бронхиальной астмы или бронхита курильщика. На COVID-19 может указывать потеря обоняния, даже в отсутствие других симптомов, но диагноз должен подтверждаться ПЦР-тестом. Синусит является клиническим диагнозом, для которого нет надёжных критериев дифференцировки от простуды, рекомендации же по применению антибиотиков сводятся к рассмотрению их возможного использования, если улучшения не наступает на 7-й—10-й дни болезни. Простуда может сопровождаться болью в ухе или отитом, который может возникнуть и после простуды в виде осложнения, при этом отит возникает чаще у детей. Аналогичным простуде образом проявляется аллергический ринит, однако аллергия обычно бывает сезонной или с выраженным обострением. При аллергии маловероятны боль в горле и повышение температуры. Хорошим признаком аллергии может служить назальная эозинофилия. Изолированная или ярко выраженная на фоне остальных симптомов боль в горле может оказаться стрептококковым фарингитом, а необходимость взятия мазков и применения антибиотиков может определяться шкалой Центора.
С симптомов, схожих с симптомами простуды, могут начинаться и некоторые серьёзные заболевания. К таким заболеваниям относятся пневмония, бронхиолит, корь и коклюш. При пневмонии у детей помимо кашля может быть втягивание назад грудной клетки на вдохе или учащённое дыхание. В случае подозрения на стрептококк группы A, коклюшную палочку или дифтерию носа должен производиться бактериальный посев.

## Лечение
Против вирусов простуды не существует эффективных противовирусных препаратов, в том числе при простуде бесполезны и лекарственные препараты с интерфероном. А единственный работающий противовирусный препарат, плеконарил, оказался непригоден из-за серьёзных побочных эффектов. Антибиотики при неосложнённой простуде также бесполезны, поскольку она вызывается вирусами, а не бактериями.
В общем случае не существует лекарств, способных вылечить простуду или сократить её длительность, исключением является лишь цинк в виде микроэлемента, анализы исследований которого показывают, что он способен слегка сократить период болезни, однако пока не установлено, является ли он безопасным. Для нескольких вирусов, вызывающих простуду, лекарства существуют, но каждое из них направлено на соответствующий вирус. В случае же простого неосложнённого случая кашля или простуды лечение противовирусными препаратами считается нецелесообразным. Доказательная база средств от кашля также является крайне низкой и не соответствует современным стандартам доказательной медицины.
Тем не менее существует много различных средств для облегчения простуды и кашля, каждое из которых выполняет свою задачу. Для уменьшения заложенности носа используются сосудосуживающие препараты (антиконгестанты), снизить насморк могут помочь антигистаминные, для понижения температуры и уменьшения болевых ощущений применяются нестероидные противовоспалительные препараты и парацетамол, отхаркивающие средства используются для разжижения мокроты, чтобы её было легче откашливать, а противокашлевые средства подавляют кашлевый рефлекс. При этом в разных странах существуют рекомендации не давать такие средства от простуды и кашля, как антигистаминные и антиконгестанты, детям возрастом до 2 или до 6 лет.
В надежде вылечиться или облегчить симптомы больные зачастую используют множество свободно продаваемых препаратов, при этом многие потребители считают, что препараты действительно помогают. Хотя и очевидно, что вылечить простуду невозможно, симптоматическое лечение иногда действительно может помочь слегка облегчить состояние. Впрочем, зачастую при простуде происходит злоупотребление средствами от неё, а значимый вклад в подобные злоупотребления может вноситься самими врачами, которые, в том числе, иногда прописывают не требуемые для лечения лекарства.
При этом существуют рекомендации с осторожностью давать средства от простуды и кашля детям, поскольку они могут обладать серьёзными побочными эффектами, и есть вероятность передозировки. Большинству же детей станет лучше, как только болезнь пройдёт сама собой, а для снижения высокой температуры тела, в случае необходимости, может использоваться ибупрофен или парацетамол. Для облегчения же насморка у детей можно использовать увлажнитель воздуха и солевые капли в нос.

## Прогноз
Простуда, как правило, протекает в легкой форме и проходит сама по себе, при этом большинство симптомов, как правило, проходят в течение недели. У детей половина случаев проходит через 10 дней, а 90% - через 15 дней. Серьезные осложнения могут присутствовать у пожилых и с иммунодефицитными состояниями людей.

## Усугубляющие факторы
Предрасположенность к простуде главным образом зависит от возраста и контакта с вирусами. Тяжесть же течения заболевания зависит как от возраста, так и от других факторов, которые могут быть обусловлены в том числе генетическими особенностями и окружающей средой.

### Астмоидное дыхание
Астмоидное дыхание может возникать у маленьких детей при простуде или кашле, а первые проявления обычно бывают в возрасте до 2 лет. При этом среди членов семьи случаи поллиноза, экземы или аллергического ринита обычно не встречаются, а с возрастом случаи астмоидного дыхания у таких детей становятся реже. Характеризуется астмоидное дыхание высокими свистящими звуками на выдохе, которые можно услышать, если поднести ухо ко рту ребёнка или воспользоваться фонендоскопом. Звуки образуются из-за сужения дистальных отделов бронхов.
В некоторых случаях астмоидное дыхание бывает и у детей с пневмонией, которую требуется лечить антибиотиками. В отсутствие симптомов пневмонии для облегчения состояния при простуде или кашле могут применяться ингаляции с сальбутамолом, если астмоидное дыхание причиняет ребёнку дискомфорт.

### Загрязнение воздуха
Исследования показывают, что на тяжесть течения простуды сильно влияет загрязнение воздуха окружающей среды.
Основным источником загрязнения воздуха как внутри помещений, так и на открытом воздухе является диоксид азота, являющийся побочным продуктом горения. Диоксид азота обладает высокой окислительной способностью, а при взаимодействии с эпителиальными клетками приводит к формированию активных форм кислорода и азота. В большой концентрации может привести к повреждениям лёгких и смерти.
Воздействие даже небольшого количества диоксида азота на заражённые эпителиальные клетки приводит к тому, что они выбрасывают больше провоспалительных цитокинов, в результате чего усиливается воспалительный эффект. При этом чем больше концентрация диоксида азота, тем выше выброс цитокинов. Метаанализ влияния диоксида азота на частоту возникновения респираторных симптомов, проведённый в начале 1990-х годов, выявил, что в домах с газовыми плитами загрязнение диоксидом азота было выше на 30 мкг/м3, чем в домах без них. У детей до 12-ти лет подобное загрязнение вызывало увеличение риска возникновения респираторных симптомов на 20 %.
Исследования в Швейцарии, проводимые с 1992 по 2001 год также показали, что снижение местных концентраций в воздухе частиц диаметром менее 10 мкм (РМ10) приводило к снижению заболеваемости среди детей как простудой, так и хроническим кашлем, бронхитом, сухим ночным кашлем и конъюнктивитом.

### Генетическая предрасположенность
Предрасположенность к инфекциям возникает при мутациях гена IFIH1, который ответственен за выработку белка MDA5. Редко встречающиеся мутации этого гена могут приводить к частой и тяжёлой простуде уже в раннем возрасте, вплоть до угрозы жизни. Однако даже в тяжёлых случаях ребёнок может благополучно пережить ранний возраст и со временем получить постоянный иммунитет к уже перенесённым болезням, который будет его защищать, но за такими детьми требуется постоянный уход.
Белок MDA5 является критическим для распознавания риновирусов. Суть воздействия мутаций сводится к тому, что дефектный белок MDA5 не способен корректно и своевременно распознавать риновирусы, либо делает это менее эффективно, из-за чего в ответ на вирус не вырабатывается интерферон.
Уже обнаружено несколько различных мутаций гена IFIH1, делающих белок MDA5 менее эффективным, однако люди, имеющие эти мутации часто живут нормальной жизнью, что позволяет сделать предположение о наличии других генетических особенностей, компенсирующих недостатки мутаций.

## Сезонность простудных заболеваний
Во многих странах мира название простуды связано с холодом, а некоторое время назад существовали убеждения, что острые респираторные инфекции могут возникать следом за охлаждением. Несмотря на то, что по современным научным представлениям простуда вызывается различными вирусами, а воздействию холода не придают большого значения, существует взаимосвязь между частотой заболеваемости и тяжестью течения болезней, с одной стороны, и низкими температурой и влажностью воздуха, с другой.
Общепринятой является гипотеза о том, что в холодное время года увеличиваются шансы на распространение инфекции, поскольку люди, скапливаясь, проводят больше времени рядом друг с другом в замкнутых помещениях. Также считается, что холодный воздух снижает естественную сопротивляемость инфекциям у носовых путей. Не исключается и запуск каких-либо патофизиологических процессов в случае охлаждения поверхности лица или тела. Существуют и другие гипотезы по влиянию температуры на заболеваемость, каждая из которых может в той или иной степени вносить свой вклад в заболеваемость.

## История
Несмотря на то, что по останкам мы не можем достоверно определять, чем болели люди в каменном веке, с большой уверенностью можно сказать, что простуда, вероятнее всего, была в числе заболеваний того времени. Как заболевание она известна издревле. Ещё со времён древнего Египта сохранились два свитка, описывающие различные заболевания и методы их лечения, а для кашля и простуды существовало по одному отдельному иероглифу. В одном из свитков помимо 20 разных видов кашля описывалась и простуда, а для её лечения предлагалось специальное заклинание, изгоняющее её из носа. Практиковалось в Египте и орошение носа финиковым соком, что приносило облечение больным. Древнегреческий же врач Гиппократ полагал, что она вызывается накоплением отходов в теле (англ. phlegma), после чего древнеримский врач Гален предположил, что эти отходы накапливаются в мозгу, а когда выходят, преобразуются в слизь, дав выходящим через нос «отходам» другое название (англ. mucin). Однако оба они отмечали, что количество выходившей через нос слизи увеличивалось в зимнее время, а Гален уже уверенно относил простуду к разряду болезней.
Куриный суп, который принято употреблять при простуде, использовался для лечения ещё древнегреческим врачом Диоскоридом, а лекарством был назван в XII веке еврейским философом и врачом Моисеем Маймонидом. Современные учёные в одном исследовании даже нашли в нём антиконгенсанты, которые могли бы влиять на воспалительные процессы, но они не проверяли, действительно ли они оказывают какое-либо значимое влияние на симптомы простуды. Диоскорид также предложил использовать для снятия воспаления горла луковый сок с мёдом, что практикуется и по сей день.
Эпоха просвещения ознаменовалась связыванием болезней с кровью, а в качестве лечения набрало популярность кровопускание, которое в те времена в том числе иногда рекомендовалось и для лечения простуды. Кровопускание и другие применяемые в те времена способы лечения могли способствовать смертельным исходам при осложнениях от заболевания, как было в случае Джорджа Вашингтона. Другие же рекомендации предлагали держать ноги в тёплой воде перед сном. В эпоху просвещения многие также начали верить в то, что в простуде есть нечто излечивающее. Вероятнее всего, корни подобных рассуждений вели ещё к Гиппократу, ведь представления того времени можно было интерпретировать как очищение мозга во время болезни.
Перенос респираторных заболеваний воздушно-капельным путём предсказал в XVIII веке Бенджамин Франклин. Он также обратил внимание на то, что люди часто заболевают находясь в замкнутых помещениях, например, сидя рядом друг с другом и разговаривая. Он опровергал популярное мнение о том, что изменения температуры, в частности, охлаждение организма, могут вызывать простуду. Он высказывал мнение, что причиной является не холодный воздух, как в те времена считалось, а скорее образ жизни, недостаток физических нагрузок и плохое питание. Одной из эффективных мер профилактики, по его мнению, было проветривание свежим воздухом.
В середине XIX века мнение о простуде изменилось. Люди стали полагать, что простуда возникает из-за резкого охлаждения кожи. В те времена простуда была известна как катаральное воспаление (англ. catarrh — катар). В одной из книг того времени её причины описывались как нарушение функции кожи под воздействием холода, вследствие чего, как предполагалось, изменялись электрические процессы в ней с последующим началом воспалительного процесса. Методы лечения того времени были направлены на восстановление функции кожи, одним из которых считался отдых в тёплой постели, а тёплая одежда должна была защищать от болезни.
Однако уже в 1860-х врач Карл Гютер предположил, что простуда вызывается инфекцией — попаданием в организм неких «монад» (англ. monads), которые якобы проникали через поры в коже под давлением сквозняков. Лечение также было направлено на кожу, путём омывания её денатурированной салициловой кислотой. В 1914 году впервые экспериментально была продемонстрирована инфекционная природа простуды — фильтрованную от клеток слизь из носа больных людей вводили здоровым, в результате чего развивались симптомы заболевания. Позднее учёные стали логично для того времени предполагать, что простуда может вызываться бактериями, а вплоть до 1950-х годов велись попытки разработать вакцину против простуды из бактерий, выделенных из слизи заболевших, при этом некоторые исследователи даже сообщали о якобы хороших результатах. Тем не менее, несмотря на открытие бактерий и первых вирусов животных и растений, многие полагали, что простуда вызывается охлаждением организма, что отражалось, в том числе, и в медицинских работах того времени.
Вирусную природу простуды начали предполагать ещё в начале XX века в результате экспериментов по фильтрации слизи заболевших. Оказалось, что отфильтрованная слизь, в которой отсутствовали бактерии, была способна вызвать симптомы простуды у другого человека. Однако теорию простуды вирусного происхождения было очень сложно доказать, поэтому долгое время она не принималась как основная, а книги того времени описывали бактериальную инфекцию как наиболее вероятную причину.
Современные научные представления о простуде берут начало в 1956 году, когда впервые был обнаружен риновирус. Впрочем, до сих пор бытует ошибочное мнение о том, что между возникновением простуды и воздействием холода есть причинно-следственные связи.

## Направления исследований

### Капсид-связывающие препараты
Капсид-связывающие препараты реагируют с гидрофобными карманами капсида вируса и нарушают его способность присоединяться к клеткам либо мешают распаковке РНК вируса, препятствуя его дальнейшей репликации.
К таким препаратам относится плеконарил, предназначенный для перорального употребления против пикорнавирусов, в число которых входят риновирусы и энтеровирусы. Препарат нарушает способность капсида вируса присоединяться к рецепторам ICAM-1, предотвращая попадание РНК вируса в клетку. При профилактическом использовании препарат предотвращал 71 % случаев риновирусных инфекций, а при приёме в первые 24 часа с момента появления симптомов сокращал длительность болезни до одних суток, однако Управление по санитарному надзору за качеством пищевых продуктов и медикаментов США отказало в регистрации препарата из-за серьёзных побочных эффектов, среди которых было влияние на менструальный цикл и возможность забеременеть при приёме пероральных контрацептивов. Поэтому сейчас плеконарил используется лишь при очень тяжёлых случаях, например, при остром панкреатите, вызванном пикорнавирусами.
Тем не менее активно ведутся попытки разработать аналоги плеконарила.

### Ингибиторы N-миристоилтрансферазы
Одно из текущих исследований направлено на ингибирование N-миристоилтрансферазы, фермента, который необходим всем риновирусам для репликации. Лекарство, которое будет ингибировать данный фермент может также оказаться эффективным в отношении вирусов полиомиелита и гепатита A. Однако пока были проведены испытания лишь на отдельных клетках в лабораторных условиях, и неизвестно, какое воздействие подобное лекарство окажет на организм в целом, а само лекарство по состоянию на 2018 год пока находилось на ранних стадиях развития. При этом отмечается, что ингибирование важного для организма фермента может иметь побочные эффекты, но даже в этом случае лекарство может помочь людям, у которых простуда протекает очень тяжело, например, из-за наличия хронической обструктивной болезни лёгких или бронхиальной астмы.